# Oliver Berben
Oliver Berben (Munique, 29 de agosto de 1971) é um produtor cinematográfico alemão. Desde janeiro de 2017 é responsável pela divisão de televisão, entretenimento e mídia digital da Constantin Film. Em janeiro de 2021 assumiu o cargo de Vice-CEO da companhia.

## Biografia
Oliver Berben é filho da atriz Iris Berben. Ele começou a estudar engenharia elétrica e engenharia aeroespacial na Universidade Técnica de Berlim, mas não concluiu. Trabalhou como assistente de produção e gerente de unidade de produção de filmes publicitários, posteriormente na área de cinema e televisão. Em 1996, junto com o diretor Carlo Rola, fundou a empresa Moovie – the art of entertainment, que mais tarde se fundiu com a Constantin Film de Bernd Eichinger.
Seu primeiro trabalho como diretor foi o filme para TV de 1999, Das Teufelsweib. Até 2006, ele produziu cerca de 40 outros telefilmes e longas-metragens, incluindo The Beautiful Bride in Black (2004), Beautiful Widows Kiss Better (2004) e The Patriarch (2005), que foi indicado ao Prêmio da Televisão Alemã de 2005.
Em janeiro de 2009, Oliver Berben assumiu a gestão da Constantin Film Production GmbH. Desde 1º de janeiro de 2017, além de suas atividades de produção, ele é membro do Conselho de Administração e é vice-presidente do Conselho de Administração desde 1º de janeiro de 2021.

## Filmografia
- 1996: Code Red – Die sieben Feuer des Todes
- 1996: Der stille Herr Genardy
- 1997–2006: Rosa Roth
- 1998–2001: Der Solist
- 1998: Das Miststück
- 1999: Gefährliche Träume – Das Geheimnis einer Frau
- 2001: Sass
- 2001–2002: Wer liebt, hat Recht
- 2001–2002: Fahr zur Hölle, Schwester!
- 2003: Dienstreise – Was für eine Nacht
- 2004: Autobahnraser'
- 2004: 21 Liebesbriefe
- 2004: Und jetzt, Israel?
- 2005: Die Patriarchin
- 2006: Elementarteilchen
- 2005: Silberhochzeit
- 2006: Der Hölle so nahe…
- 2006: Bewegte Männer
- 2007: Afrika, mon amour
- 2007: Warum Männer nicht zuhören und Frauen schlecht einparken
- 2008: Und Jimmy ging zum Regenbogen
- 2008: Gott schützt die Liebenden
- 2009: Männersache
- 2009: Krupp – Eine deutsche Familie
- 2009: Dinosaurier
- 2009: Die Päpstin
- 2009: Liebe ist nur ein Wort
- 2010: Familiengeheimnisse
- 2011: Niemand ist eine Insel
- 2011: Der Gott des Gemetzels
- 2011: Blutzbrüdaz
- 2011: Francesco und der Papst
- 2012: Die Löwin
- 2012: Glück
- 2012: Das Hochzeitsvideo
- 2013: Tessa Hennig: Mutti steigt aus
- 2013: Das Adlon. Eine Familiensaga
- 2013: Quellen des Lebens
- 2013: Die Kronzeugin – Mord in den Bergen
- 2013: Verbrechen nach Ferdinand von Schirach
- 2013: Der Wagner-Clan. Eine Familiengeschichte
- 2014: Schoßgebete
- 2014: Die Hebamme
- 2014: Alles muss raus – Eine Familie rechnet ab
- 2015–2019: Schuld nach Ferdinand von Schirach
- 2015: Frau Müller muss weg!
- 2015: Er ist wieder da
- 2016: Die Hebamme 2
- 2016: Terror – Ihr Urteil
- 2016: Familie!
- 2016: Schweigeminute
- 2016: Das Sacher
- 2017: Timm Thaler oder Das verkaufte Lachen
- 2017: In Zeiten des abnehmenden Lichts
- 2017: Tigermilch
- 2017: Jugend ohne Gott
- 2017: Das Pubertier
- 2017: Dieses bescheuerte Herz
- 2018: Bier Royal
- 2018: Shadowhunters
- 2018: Die Protokollantin
- 2018: Parfum
- 2019: Wendezeit
- 2019: Der Club der singenden Metzger
- 2020: Nicht tot zu kriegen
- 2020: Drachenreiter
- 2020: Gott von Ferdinand von Schirach
- 2020: Das Unwort
- 2021: Ferdinand von Schirach: Feinde
- 2021: Wir Kinder vom Bahnhof Zoo
- 2021: Ferdinand von Schirach – Glauben
- 2022: Eldorado KaDeWe – Jetzt ist unsere Zeit
- 2022: Der Palast
- 2022: Die Wannseekonferenz